# 藍道爾·亞當斯
藍道爾·戴爾·亞當斯（英語：Randall Dale Adams；1948年12月17日—2010年10月30日），美国男子，在1976年的达拉斯警官罗伯特·伍德被殺案后被误判谋杀罪成立并被判处死刑。1989年，他的判决被推翻。